# Samuel Favarica
Samuel Favarica, de son nom complet Samuel Carujo Fava Rica, né le 5 avril 1971 à Mont-Saint-Aignan, est un graphiste et artiste peintre français vivant à Rouen.

## Biographie
Samuel Carujo Fava Rica dit Favarica est né le 5 avril 1971 à Mont-Saint-Aignan en Seine-Maritime d'une mère française et d'un père portugais (Carujo étant le nom de sa grand-mère et Fava Rica, « fève riche », le sobriquet de son grand-père).
Étudiant en 1989 à l’École nationale supérieure des arts appliqués et des métiers d'art (ENSAAMA), il abandonne brutalement ce cursus pour se consacrer à une activité quasi-exclusive : la décoration obsessionnelle de l’ensemble son appartement, dont il se met à peindre mobiliers, murs et plafonds. Il démarre également à cette époque la création de totems et bas‑reliefs à partir d’objets de récupération qu’il commence à accumuler. Remarqué dans le milieu de l’art hors-les-normes, il participe à diverses manifestations et expositions collectives (À vos œuvres citoyens à Allonnes, L’Art Brut bat la campagne à Saffré, Art et Déchirure à Rouen, entre 1991, 1992 et 1994) et finit par rejoindre tout le circuit des créateurs singuliers.
Il intervient au musée de la Fabuloserie à Dicy (musée dans lequel, à la demande de Caroline Bourbonnais,, il décore l’intégralité d’une salle dès 1990), à la collection Cérès Franco à Lagrasse (où il peint, en 1994, le devant de la porte métallique au 12, rue des Remparts) après un passage à la galerie L’Œil de bœuf (galerie L’Œil de bœuf à Paris, Coopérative-Musée Cérès Franco à Montolieu), peint la façade de la galerie des 4 Coins à Roanne (et par la suite à Lapalisse dans le département de l’Allier, où le marchand d’art Luis Marcel a inauguré en 1997 L’Art en marche un musée-galerie d'art brut), expose à la galerie Poisson d’Or de Lyon, et rejoint le Musée de la Création Franche à Bègles.
Laurent Danchin, critique d’art (notamment pour les magazines d’art Raw Vision ou Artension) et essayiste spécialiste de l’Art Brut, Art Outsider et Art Singulier, présente son travail lors de l’exposition collective Art Brut et compagnie : La face cachée de l’art contemporain qui a lieu à Paris en 1995 à la Halle Saint-Pierre.
Le travail de Favarica est aujourd’hui représenté par Akiza – la galerie, galerie située dans le 18e arrondissement de Paris.

## Œuvres

### Techniques
Les techniques, utilisées pour la création des œuvres de Favarica vont des dessins et peintures à l’encre à l’aquarelle sur papier, de la peinture acrylique essentiellement sur toile pour des œuvres maintes fois ornées de cadres larges et épais recouverts de bas et hauts‑reliefs peints, de la peinture aérosol pour la réalisation de graffitis et de peintures murales en extérieur, à des sculptures peintes à l’acrylique faites d’objets de récupération ou de mousse expansive recouverte de fibre de verre et de résine époxy. Les dimensions des tableaux vont du petit au grand format, voire de très grand format, et celles des volumes approchent souvent 150 centimètres de haut mais sont parfois plus imposantes.
Sont également présentes dans sa production, essentiellement depuis 2015, des œuvres numériques où s’entremêlent dessins numérisés ou exécutés à main levée sur tablette graphique, assemblages, montages et dessins vectoriels. De grandes imprimantes UV à plat qui permettent l’impression sur des supports rigides comme des plaques métallisées en aluminium Dibond sont utilisées. Les tirages sont signés et numérotés par l’artiste allant jusqu’à huit exemplaires (œuvres originales numérotées de 1 à 8/8), et quatre épreuves d’artistes au maximum (ou « EA » numérotées de I à IV/IV), avec ajout de motifs et d’éléments peints avant la pose d’un vernis à l’étuve. Généralement de format carré, ces réalisations peuvent atteindre jusqu’à 125 centimètres de côté.
Ces œuvres numériques ont été présentées à Rouen en galeries, une première fois en octobre 2015 à la galerie Rollin puis lors d’une exposition personnelle en mars 2017 à la galerie Outsiders, ainsi qu’à Paris chez Akiza – la galerie, dès le mois de février 2016 et plus particulièrement à l’occasion d’une exposition personnelle en janvier 2018.

### Galerie
Réalisations de Favarica, sculptures en matériaux composites, travaux numériques imprimés à plat et peintures à l’encre ou à l’acrylique :  

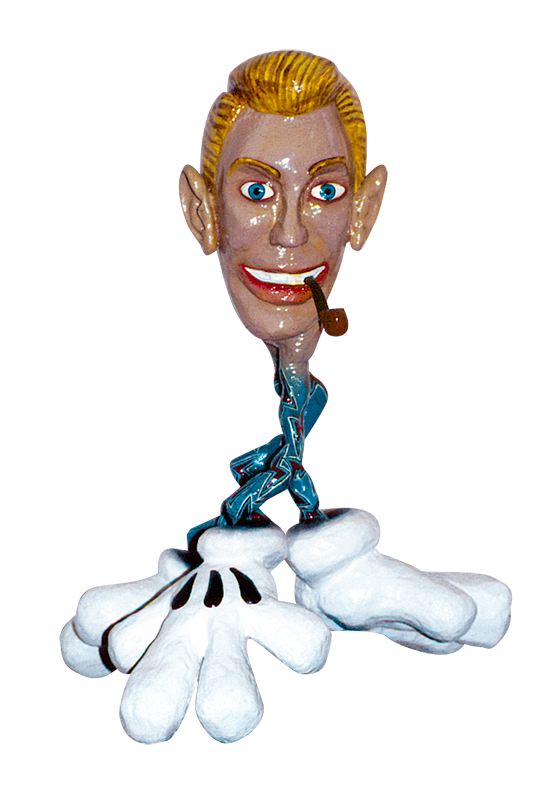
Sculpture "Bob" 1995 – Mousse expansive couverte de résine et de fibre de verre, peinte à l’acrylique.
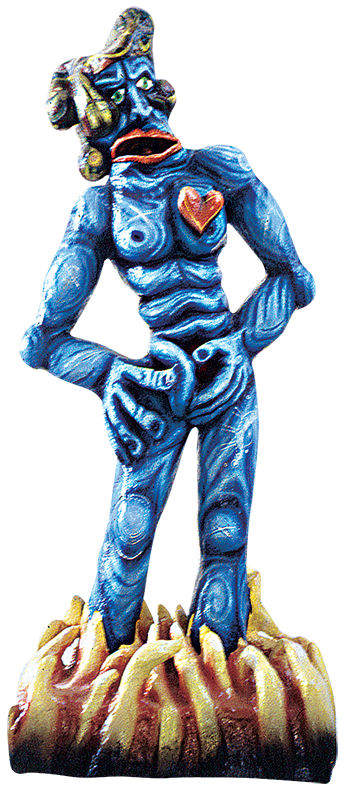
Sculpture Le Cœur au bûcher 1995 – Mousse expansive couverte de résine et de fibre de verre, peinte à l’acrylique.
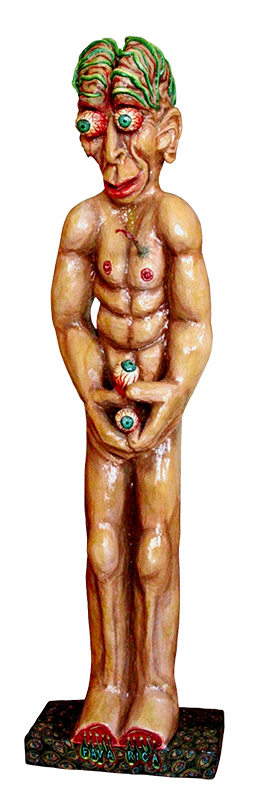
Sculpture Le Saint et la flèche 1994 – Mousse expansive couverte de résine et de fibre de verre, peinte à l’acrylique.
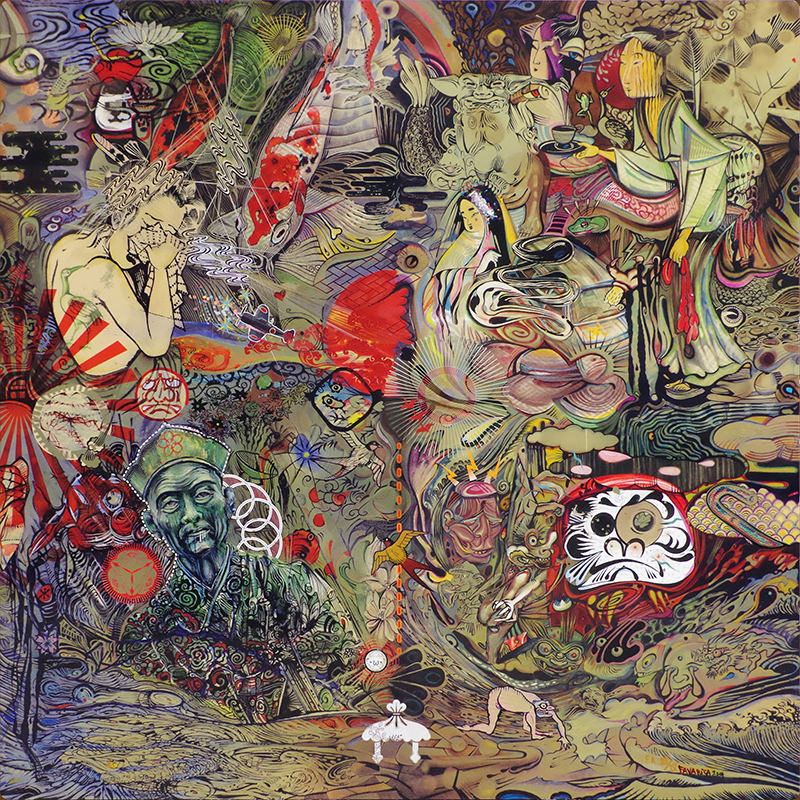
Œuvre numérique Daruma 2015 – Impression à plat sur aluminium.
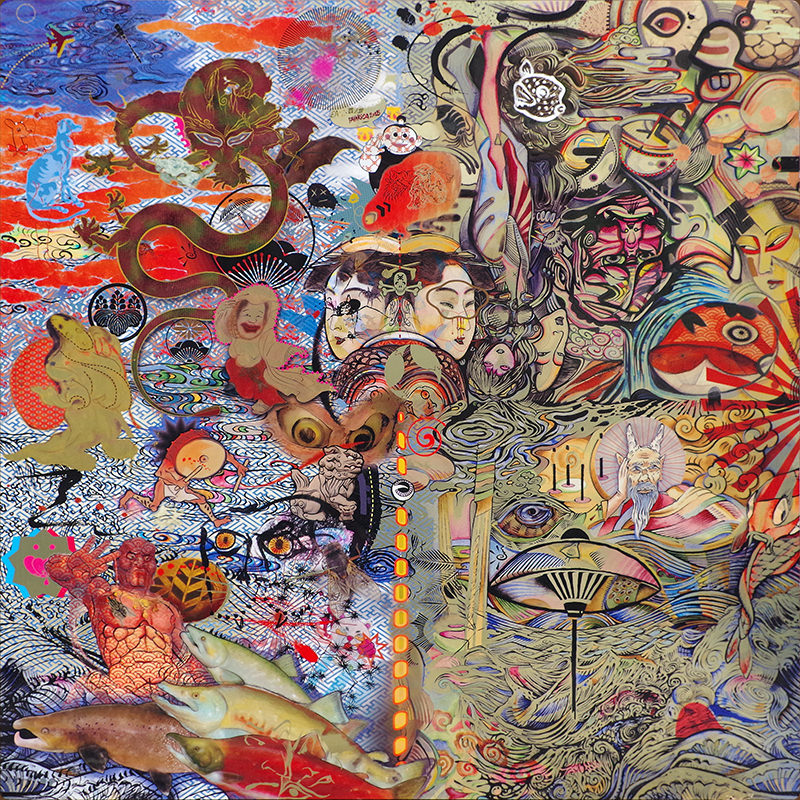
Œuvre numérique Fugu 2015 – Impression à plat sur aluminium.
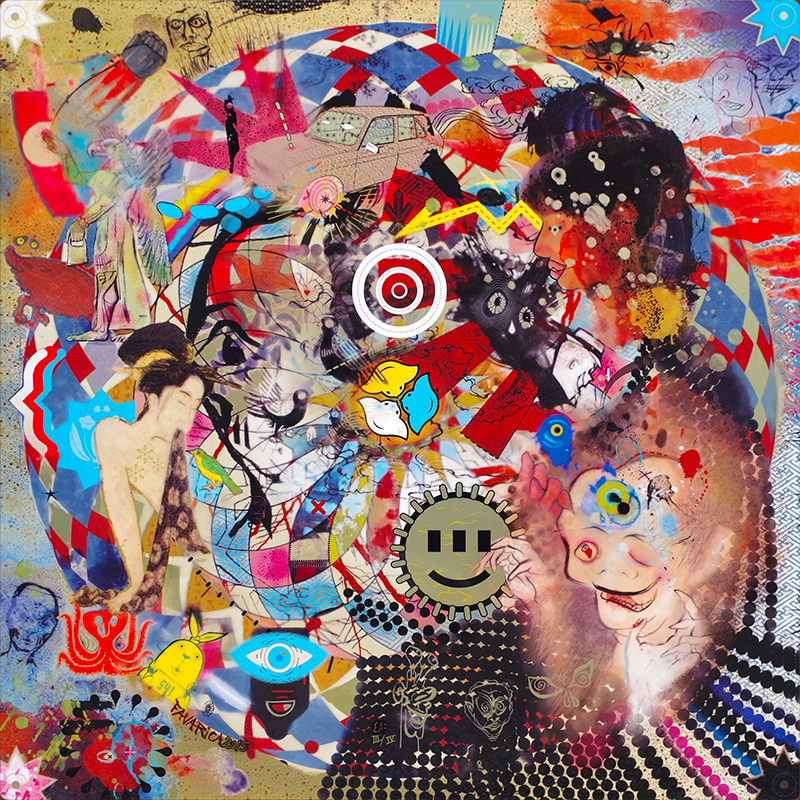
Œuvre numérique Hanafuda 2015 – Impression à plat sur aluminium.
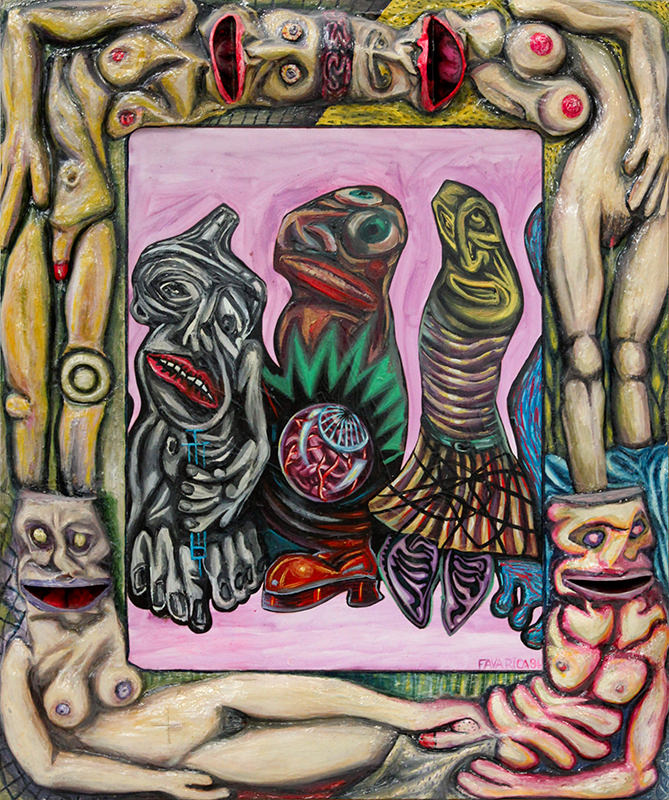
Insémination 1994 – Peinture à l’acrylique sur toile ornée d’un cadre en haut-relief sculpté et peint.
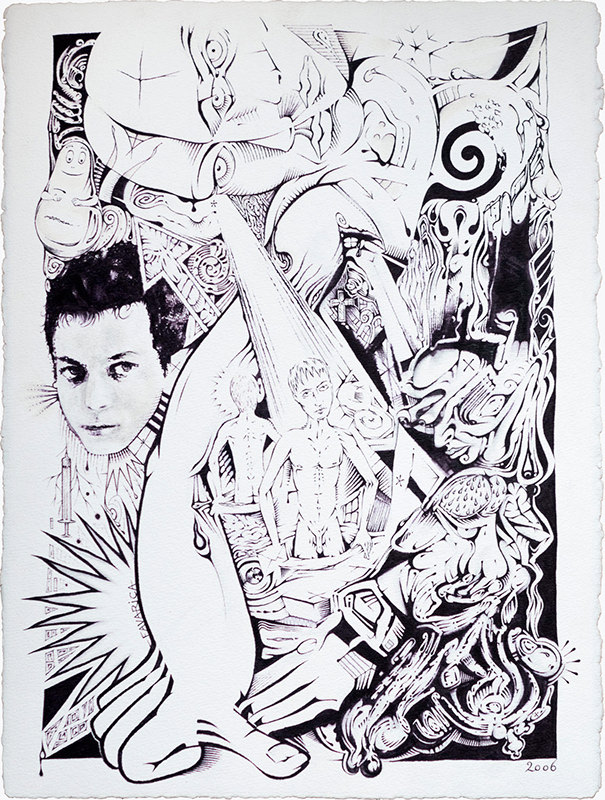
Rupture Sentimentale N°37-BA-3 2006 – Dessin à l’encre sur papier épais grain torchon.
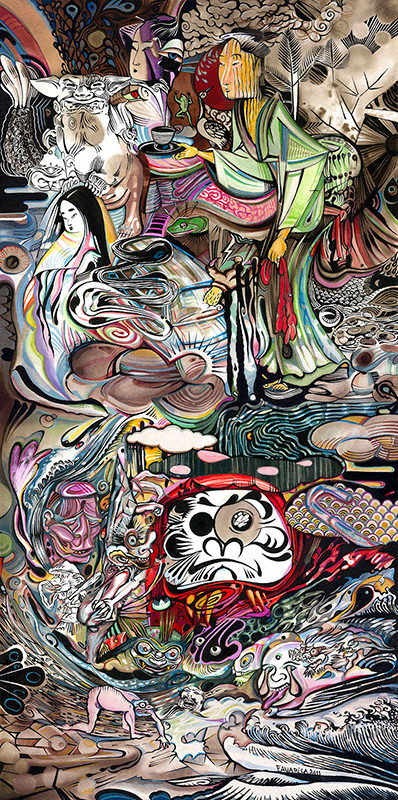
Aquarelle – 2011 – Peinture à l’aquarelle sur papier.

## Expositions

### Expositions personnelles (sélection)
- Samuel Fava Rica s’expose, Samuel Carujo Fava Rica, Espace Galerie l’Armitière, Rouen, du 15 mai au 6 juin 1992
- Samuel Carujo Fava Rica, Galerie Médiane, Rouen, du 17 juin au 30 septembre 1993
- 4e festival Art et Déchirure, Samuel Favarica, Rez-de-chaussée du Palais des Congrès, Rouen, du 29 avril au 8 mai 1994
- Samuel Favarica, Espace Fayolle – Centre d’Art Contemporain, Guéret, du 10 juin au 30 juin 1994
- Samuel Favarica, Galerie Poisson d’Or, 69005 Lyon, du 15 septembre au 22 octobre 1994
- Samuel Favarica, Galerie Carré d’Or, 75008 Paris, du 12 octobre au 2 novembre 1994
- Don't Be Afraid, Samuel Favarica, Galerie Médiane, Rouen, du 4 avril au 6 mai 1995
- Festival VivaCité édition 1995, Samuel Favarica, Sotteville-lès-Rouen, du 23 juin au 25 juin 1995
- Favarica au Prieuré, Samuel Favarica, Château du Prieuré – Centre d’Art Contemporain, Gaillon, du 10 février au 25 février 1996
- Transmission, Samuel Favarica, Maison des Arts, Le Grand-Quevilly, du 26 mai au 6 août 2006
- Vortex Codex, Samuel Favarica, Galerie Outsiders, Rouen, du 11 mars au 1er avril 2017
- Vertige Vertèbres, Samuel Favarica en duo avec Jean-François Bouron, Akiza – la galerie, 75018 Paris, du 13 janvier au 1er février 2018

### Expositions collectives (sélection)
- À vos œuvres citoyens 5e manifestation, avec les artistes Jean-Paul Baudoin, Louis de Verdal, Thierry Lambert, etc., Hôtel de Ville, Allonnes, du 29 novembre 1991 au 6 janvier 1992
- Crémaillère et exposition d’inauguration, avec les artistes André, Paëlla Chimicos, Mœbius, Vive La Peinture, etc., Galerie L’Hydre, 75018 Paris, du 10 décembre au 31 décembre 1991
- VIIe Salon International de l’Affiche et des Arts de la Rue, Grand Palais, 75008 Paris, juin 1993
- 3e festival d’Art Singulier en Provence, Roquevaire, du 23 septembre au 9 octobre 1994
- Les Jardiniers de la Mémoire, Site de la Création Franche, Bègles, du 24 septembre au 27 novembre 1994
- Assemblages, avec les artistes Simone Le Carré-Galimard[16], Mario Del Curto, André Robillard, etc., La Commanderie Saint-Jean, Corbeil-Essones, du 6 mars au 29 mars 1995
- Art Brut et compagnie : La face cachée de l’art contemporain, avec les artistes Philippe Aïni, Danielle Jacqui, Michel Macréau, François Monchâtre, Adam Nidzgorski, Giovanni Battista Podestà, Raymond Reynaud, Christine Sefolosha, Chaïbia Talal, Adolf Wölfli, etc., La Halle Saint-Pierre, 75018 Paris, du 25 octobre 1995 au 30 juin 1996
- Les Margin’art, artistes à la lisière exposition itinérante, avec les artistes Chris Besser, Louis Chabaud, Alain Lacoste, Francis Marshall, etc., Hôtel de Ville, Le Mans, Saint-Jean-de-Monts, de 1996 à 1997
- Jeux et parures… Jeu de parure VIe Printemps des Arts Plastiques, avec les artistes Badia, Delphine Gigoux-Martin, Yseult Houssais, Danielle Le Bricquir, etc., Poisson d’Or Limousin, Limoges, du 10 mai au 8 juin 1997
- 12e festival d’Art Singulier, avec les artistes Mario Chichorro, Gérard Lattier, Raymond Reynaud, Jean Rosset, Jean Vodaine, etc., Aubagne, du 28 juillet au 26 août 2012
- L'Internationale des Visionnaires[17] carte blanche au commissaire d’exposition Jean-Hubert Martin, avec les artistes Hans Bellmer, Pierre Bettencourt, Gaston Chaissac, Roman Cieslewicz, Robert Combas, Dado, etc., La Coopérative-Musée Cérès Franco, Montolieu, du 29 avril au 5 novembre 2017
- Les Croqueurs d’étoiles[18],[19], commissariat : Françoise Monnin, avec les artistes Anselme Boix-Vives, César, Chomo, John Christoforou, Corneille, Bengt Lindström, Michel Macréau, Yvon Taillandier, etc., La Coopérative-Musée Cérès Franco, Montolieu, du 20 avril au 3 novembre 2019
- Les Voleurs de Feu[20],[21], commissariat : Dominique Polad-Hardouin, avec les artistes Giánnis Gaḯtis, Jacques Grinberg, Abraham Hadad, Rosemarie Koczy, Saülo Mercader, Stani Nitkowski, Flavio-Shiro Tanaka, Hugh Weiss, etc., La Coopérative-Musée Cérès Franco, Montolieu, du 30 mai au 1er novembre 2020 et du 19 mai au 31 octobre 2021

## Courants artistiques et influences
L’œuvre de Favarica se situe à la confluence de l’Art Singulier et du Lowbrow, comme l'attestent les musées dans lesquels elle est représentée et les critiques qui figurent dans les ouvrages relatifs à l’artiste. On y perçoit  aussi une influence héritée du Pop Art et des références iconographiques venues d’orient comme d’occident.
Le Delarge, dictionnaire des arts plastiques modernes et contemporains, classe Samuel Carujo Favarica parmi les artistes d’art brut et les lointains parents du « tubisme abstrait » et de Léger.
Le dictionnaire Bénézit classe l’œuvre de Fava Rica dans la nouvelle figuration avec ses formes denses et ses visages intrigants, évoquant pour la décrire des objets d’une civilisation perdue comme les statues aztèques.

## Œuvres dans les musées et collections particulières
- Musée de la Création Franche (Bègles)
- La Fabuloserie (Dicy)
- L’Art en marche (Lapalisse et Hauterives)
- Collection Cérès Franco[5] (Lagrasse et Montolieu)
- Le Réservoir[25] (Sète)
- Musée Art et Déchirure[26] (Sotteville-lès-Rouen)

#### Ouvrages (sélection)
- Alain Bourbonnais, Michel Ragon, Pierre Gisling, La Fabuloserie – Art hors les normes, Art Brut, La Fabuloserie, Biarritz, 1993, p. 36-37 et 100, 103 p., broché, 20 × 24 cm,  (ISBN 2-906483-78-8), BNF 44233601, OCLC 899383441
- Laurent Danchin, Véronique Antoine-Andersen (Collaboratrice), Martine Lusardy (Collaboratrice), Art brut et compagnie – La face cachée de l'art contemporain, Musée de la Halle Saint-Pierre Paris, La Différence, Paris, 1995, p. 91 et 173-174, 189 p., broché, 20,5 × 24 cm,  (ISBN 2-7291-1121-2), OCLC 312179696
- (en) Raija Kallioinen, Laurent Danchin (Collaborateur), John Maizels (Collaborateur), Manifestations of Contemporary Folk Art and Outsider Art, Contemporary Folk Art Museum Kaustinen Finlande, 2003, Maahenki Ltd, Helsinki Finlande, 2004, p. 27, 127 p., broché, 23 × 30 cm,  (ISBN 952-5328-33-3), BNF 42646384, OCLC 506185959
- Pascale Lemare, Normandie insolite – Le guide, Christine Bonneton, Paris, 2005, p. 170-171, 191 p., broché, 13 × 20 cm,  (ISBN 2-86253-343-2), BNF 40016665, OCLC 420210296
- Pascal Rigeade, Martine Lamy, Collection Création Franche – 1989-2010, Musée de la Création Franche, Bègles, 2010 d’après la déclaration de dépôt légal : DLE-20101015-52998, p. 61, 228 p., broché, 22,5 × 31 cm, BNF 42296338, OCLC 763008353

#### Articles de presse (sélection)
- Pierre Souchaud, Artension : Vive l’art populaire, no 26, juillet-août numéro double été 1991, p. 7, Pierre Souchaud, Rouen, magazine mensuel  (ISSN 0294-3107), BNF 34371392, OCLC 756983202
- Jean-François Maurice et Jean-Marie Dendeville, « Samuel Carujo Fava-Rica », Gazogène, no 3, été 1992, p. 28-31, Jean-François Maurice, Cahors, revue à la périodicité variable  (ISSN 1245-3706), BNF 34459647, OCLC 473616394
- Adélaïde Robault, « Folies douces », Témoignage Chrétien, 6 mai 1994, Paris, journal périodique hebdomadaire  (ISSN 0244-1462), BNF 34364211, OCLC 473429489
- (en) Laurent Danchin, Raw Vision : International journal of outsider art, visionary art, contemporary folk art, no 10 hiver 1994-1995, p. 14, Raw Vision Ltd, Londres Royaume-Uni, magazine trimestriel  (ISSN 0955-1182), BNF 34426199, OCLC 472863768
- Bernard Quentin, « Fava Rica : l’art fabuleux », Valeurs de L'Art : La lente agonie des commissaires priseurs, no 26, octobre 1994, p. 2, Charles Joffrey, Marcq-en-Barœul, magazine mensuel  (ISSN 1167-7465), BNF 34452124, OCLC 473427997
- Véronique Baud, « Le « margin’art » s’installe au Prieuré », Paris-Normandie, article en appel de Une du 10 février 1996 édition Haute-Normandie, Rouen, journal quotidien régional  (ISSN 0999-2154), BNF 32832749, OCLC 472498041
- Pierre-Jean Gallas, « Favarica », Artmania - Le Magazine de la Création Contemporaine, no 3, mars-avril 1996, p. 62, Paris, magazine trimestriel  (ISSN 1267-9348), BNF 36134858, OCLC 473290288